# Fachwerkkirche Pechern

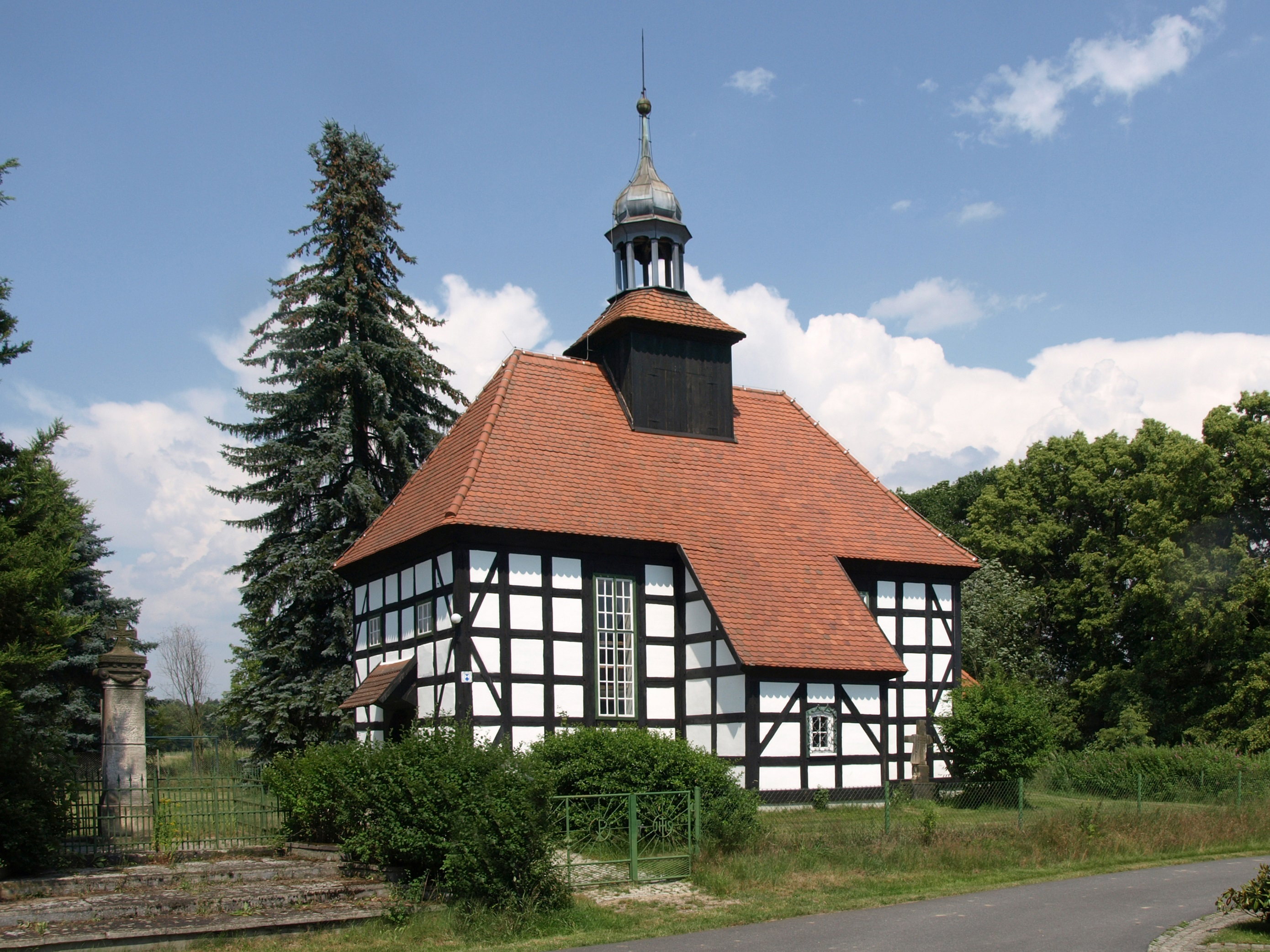
Fachwerkkirche Pechern (2016)

Die Fachwerkkirche Pechern ist das Kirchengebäude im Ortsteil Pechern der Gemeinde Krauschwitz im Landkreis Görlitz in Sachsen. Es gehört der Kirchengemeinde Podrosche-Pechern im Kirchenkreis Schlesische Oberlausitz der Evangelischen Kirche Berlin-Brandenburg-schlesische Oberlausitz. Die Kirche steht unter Denkmalschutz.

## Architektur und Geschichte
Mit dem Bau der kleinen Saalkirche in Pechern wurde im Jahr 1747 auf Erlass des Königs Friedrich II. begonnen. Vier Jahre später wurde die Kirche geweiht. Eine Urkunde aus dem Jahr 1593 deutet auf einen Vorgängerbau hin. Zur Zeit der Gegenreformation wurde im Fürstentum Sagan der evangelische Gottesdienst untersagt und die Pecherner Kirche geschlossen. Ab 1668 gingen die Dorfbewohner zu Gottesdiensten in die Grenzkirche im nahe gelegenen Podrosche. Die Pecherner Kirche ist ein barocker Fachwerkbau mit Walmdach. In der Mitte des Dachs ist ein verbretterter Dachreiter mit Laterne und Zwiebelhaube aufgesetzt. An der Südwand ist die Kirche durch eine Patronatsloge erweitert und an der Ostwand ist eine kleine Sakristei angebaut.
Der Innenraum der Pecherner Kirche ist verputzt, die Decke ist ein hölzernes Tonnengewölbe. An drei Seiten befinden sich Emporen auf toskanischen Säulen. Die Decke und die Emporen sind mit Malereien aus dem Jahr 1930 versehen. Im Jahr 1871 erhielt die Kirche eine eigene Glocke. Zur Kirchenausstattung gehört ein polygonaler Kanzelkorb aus Holz aus dem 18. Jahrhundert, auf der Kanzeltür ist ein Gemälde des Apostels Johannes abgebildet. Die Orgel wurde um 1800 gebaut und im Jahr 1876 von der Kirchengemeinde gekauft, ihr Erbauer ist unbekannt.

## Kirchengemeinde
Bis 1855 war Pechern eine Filialkirche von Bad Muskau und anschließend von Podrosche. Mit letzterer bildet Pechern heute die Kirchengemeinde Podrosche-Pechern. Neben den Einwohnern von Pechern aus dem in den 1930er Jahren aufgegebenen Nachbarort Neudorf in die Kirche. Podrosche und Pechern sind mit der Kirchengemeinde Krauschwitz in einem Pfarramt verbunden.